# René Novotný
René Novotný (Brno, 10 giugno 1963) è un ex pattinatore artistico su ghiaccio cecoslovacco naturalizzato ceco, specializzato nel pattinaggio artistico su ghiaccio a coppie.

## Palmarès

### Con Radka Kovaříková
| Internazionali                    | Internazionali | Internazionali | Internazionali | Internazionali | Internazionali | Internazionali | Internazionali |
| Evento                            | 1988–89        | 1989–90        | 1990–91        | 1991–92        | 1992–93        | 1993–94        | 1994–95        |
| --------------------------------- | -------------- | -------------- | -------------- | -------------- | -------------- | -------------- | -------------- |
| Giochi olimpici invernali         |                |                |                | 4°             |                | 6°             |                |
| Campionati mondiali               |                | 8°             | 6°             | 2°             | 4°             | 5°             | 1°             |
| Campionati europei                |                | 6°             | 4°             | 4°             | 4°             | 4°             | 2°             |
| Skate America                     |                |                | 2°             |                | 2°             |                | 3°             |
| Skate Canada                      |                |                |                |                |                | 2°             |                |
| Int. de Paris / Trophée de France |                | 3°             |                | 2°             | 2°             |                | 4°             |
| NHK Trophy                        |                |                | 6°             | 2°             |                | 2°             | 2°             |
| Nations Cup                       |                |                | 3°             | 3°             |                |                |                |
| Nebelhorn Trophy                  |                | 3°             |                |                |                |                |                |
| Prague Skate                      |                | 1°             |                |                |                |                |                |
| Skate Electric                    |                | 3°             | 3°             |                |                |                |                |
| Nazionali                         |                |                |                |                |                |                |                |
| Campionati della Repubblica Ceca  |                |                |                |                |                | 1°             |                |
| Campionati cecoslovacchi          | 1°             | 1°             |                |                |                |                |                |

Competizioni professionistiche
| Internazionali                     | Internazionali | Internazionali |
| Evento                             | 1995           | 1997           |
| ---------------------------------- | -------------- | -------------- |
| Campionati mondiali professionisti | 1°             | 1°             |

### Con Lenka Knapová
| Internazionali            | Internazionali | Internazionali | Internazionali | Internazionali |
| Evento                    | 1984–85        | 1985–86        | 1986–87        | 1987–88        |
| ------------------------- | -------------- | -------------- | -------------- | -------------- |
| Giochi olimpici invernali |                |                |                | R              |
| Campionati mondiali       |                | 10°            | 11°            | 8°             |
| Campionati europei        | 7°             | 6°             | 4°             | 6°             |
| NHK Trophy                |                |                | 4°             |                |
| Skate Canada              |                |                |                | 7°             |
| Nazionali                 |                |                |                |                |
| Campionati cecoslovacchi  | 1°             | 1°             | 1°             | 1°             |
| R = Ritirati              |                |                |                |                |

### Con Jana Havlová
| Internazionali           | Internazionali | Internazionali |
| Evento                   | 1982–83        | 1983–84        |
| ------------------------ | -------------- | -------------- |
| Campionati mondiali      | 15°            |                |
| Campionati europei       | 9°             |                |
| Prague Skate             | 3°             |                |
| Nazionali                |                |                |
| Campionati cecoslovacchi | 1°             | 2°             |

### Con ingrid Ženatá
| Internazionali           | Internazionali | Internazionali | Internazionali |
| Evento                   | 1978–79        | 1979–80        | 1980–81        |
| ------------------------ | -------------- | -------------- | -------------- |
| Prague Skate             |                | 7°             | 3°             |
| Internazionali: Junior   |                |                |                |
| Campionati mondiali      | 10°            |                |                |
| Grand Prize SNP          |                | 1°             |                |
| Nazionali                |                |                |                |
| Campionati cecoslovacchi |                | 3°             |                |